# گود اخند
گود اخند، روستایی در دهستان اخند بخش مرکزی شهرستان عسلویه در استان بوشهر ایران است.

## جمعیت
بر پایه سرشماری عمومی نفوس و مسکن در سال ۱۳۹۵، جمعیت این روستا برابر با ۴۴ نفر (۱۰ خانوار) بوده‌است.